# Nokia N96
Nokia N96 es un teléfono inteligente de la serie N del rango de productos de Nokia. Es el sucesor oficial del  Nokia N95. El móvil fue públicamente anunciado en el Congreso Mundial del Móvil en Barcelona 2008 y se comenzaron las ventas en septiembre del mismo año. Las primeras localizaciones en las que se provee el móvil son Europa, Medio Oriente y Asia Pacífico.

## Características
- Cuatribanda: GPRS, EDGE,  GSM 850/900/1800/1900
- Doble banda: HSDPA, UMTS 900/2100 N96-1 (RM-247, Global), UMTS 850/1900 N96-3 (RM-247, Global), sin UMTS N96 (RM-297, PR China)
- 3G y acceso Wi-Fi (La variante RM-297 (China) no tiene WCDMA, WLAN y DVB-H).
- Televisión Móvil (característica dependiente de la operadora).
- Navegación GPS, con mapas descargados de Internet o transferidos al teléfono a través de USB. Presenta compatibilidad con Garmin Mobile XT.
- Carga instantánea de fotos a Flickr, Vox, Yahoo! y Google.
- Navegador HTML.
- Sistema Operativo Symbian OS v9.3, Edición Serie 60 3.2.
- Memoria de almacenamiento interna de 16 GB.
- Memoria ampliable hasta 32 GB con una tarjeta microSD/microSDHC de 16 GB).[3]
- Deslizador en dos sentidos, como el Nokia N95.
- Cámara de 5 Megapíxels, óptica Carl Zeiss AG.
- Cámara VGA de alta calidad en el frontal, para videollamadas.
- Flash de doble LED para la cámara.
- Reproduce archivos de música y permite descargarlos fácilmente a través de la web de Nokia.
- Permite videoconferencias de alta calidad usando 3G.
- Dispone de un acelerómetro que permite rotar automáticamente la pantalla cuando se inclina el teléfono.

## Diferencias mayores entre N96 y N95
- 16 GB de memoria integrada frente a los 8 GB del N95 8GB
- Pantalla de 2,8 pulgadas (al igual que la versión 8GB de N95 y frente a las 2,6 pulgadas del N95 original)
- Flash con dos Leds frente a un único LED en el N95
- Audio mejorado para incrementar la calidad y el tiempo de reproducción
- Nueva versión de Nokia Video Center
- Tiempo de reproducción ampliado de audio (14 horas) y de vídeo (5 horas)
- Añadido codec de vídeo Windows Media WMV9
- Aceleración hardware para los codecs de vídeo H.264 y WMV (al igual que disponía MPEG4)
- Geolocalización de las fotografías, usando el GPS integrado
- Receptor de televisión móvil DVB-H integrado en N96
- Software actualizado
  - Nokia Maps 2.0 (actualizable a la versión 3.0) con imágenes satélite, modo paseo y guía de voz para navegación desde el coche
  - Home Media Solution (sincronizado con dispositivos DLNA/UPnP sobre WLAN)
  - Actualización del Pack 1 al Pack 2 de la plataforma S60 3rd Edition
  - Symbian OS actualizado de la versión 9.2 a 9.3
  - Motor Java ME actualizado de MIDP 2.0 a MIDP 2.1
  - Los datos del usuario se preservan durante la actualización del firmware
- La radio FM se actualiza con el sistema RDS
- Aceleración gráfica limitada
- N96 soporta doble banda HSDPA (900 y 2100 MHz) mientras que N95 soporta una única banda (2100)
- Ranura para MicroSD (como en la versión original de N95, mientras que la versión 8GB no dispone de ranura)
- La misma batería que el N95 original (950 mAh), pero con un rendimiento mejorado.
- No hay necesidad de deslizar el teclado para una recepción GPS óptima.
- Puede cargar a través de USB con el cable CA-126[4]
- Nuevo diseño
  - Diseño orientado a la posición apaisada (Orientación de altavoces, conectores y botones)
  - Teclas multimedia disponibles en todos los modos (incluso cuando el deslizador está cerrado, para control en segundo plano de la música)
  - Las teclas multimedia pueden transformarse en teclas de juego
  - Des/Bloqueo rápido del teclado
  - Más fino y ligero que el N95 8GB
- El N96 no tiene soporte para infrarrojos
- El micro es un ARM9 Doble de 264MHz, contra los casi 332 MHz del ARM11 Doble del N95.
- El N96 no dispone de aceleración gráfica 3D por hardware pero si por software.
- N-Gage incluido.
- Lentes de 2,8/5,2 en el N96. El N95 tiene más apertura (2,8/5,6)
- Soporte nativo para VoIP eliminado del N96 (N95 tiene Nokia VoIP 2.1)